# Thil (Haute-Garonne)
Thil település Franciaországban, Haute-Garonne megyében. Lakosainak száma 1121 fő (2022. január 1.). Thil Launac, Bellegarde-Sainte-Marie, Bretx, Le Castéra, Garac, Le Grès, Menville, Pelleport és Larra községekkel határos.

## Népesség
A település népessége az elmúlt években az alábbi módon változott:
| Lakosok száma | 441  | 563  | 735  | 972  | 1165 | 1183 | 1176 | 1146 | 1141 | 1121 |
|               | 1968 | 1982 | 1990 | 2006 | 2013 | 2015 | 2017 | 2019 | 2020 | 2022 |